# ČSD E 426.0 sorozat
A ČSD E 426.0 vagy  1988-tól a ČD 113, egy cseh 1500 V egyenárammal működő villamosmozdony-sorozat.
1973-ban gyártotta a Škoda a 6 darab mozdonyt az elöregedett E422.0 (majd 100-as sorozatú) mozdonyok helyett a két még 1500 V-tal villamosított mellékvonalra, a Tábor–Bechyně vonalra és a Rybnik-Liptou vonalra.  A mozdonyok Táborba és České Budějovicebe kerültek állomásításra.
A mozdonyokat a ČD 110 sorozat alapján tervezték, a primer feszültség feleződése miatt ezen mozdonyok teljesítménye is csak fele a 110-esének, de ez nem gond a két mellékvonalon.
A 2000-es évek közepén a Rybnik-Liptou vonalat átépítették 25 kV 50 Hz-re, így ma már csak a Tábor–Bechyně vonalon közlekednek a 113-as mozdonyok, általában két kocsival.